# Mattafix
Mattafix is een muziekgroep, die bestaat uit Marlon Roudette en Preetesh Hirji. Hun muziek is een mix van blues, soul, reggae, r&b en hiphop.

## Biografie
Marlon Roudette is geboren in Londen en groeide op met zijn moeder en zus in St. Vincent.
Preetesh Hirji is ook geboren in Londen. Zijn ouders zijn van Indiase afkomst.

### Signs Of A Struggle(2005-2006)
Mattafix bracht hun eerste single "11.30 (Dirtiest Trick In Town)" uit als een gelimiteerde vinyl op 13 januari 2005 zonder succes.
Hun tweede single, "Big City Life", werd uitgebracht door EMI op 8 augustus 2005. Die single werd een groot succes in een groot deel van Europa. De single stond op nummer 1 in Duitsland, Italië, Polen, Oostenrijk, Nieuw-Zeeland en Zwitserland. In België bereikte de single nummer 12.
Hun derde single, "Passer By", werd uitgebracht op 14 oktober 2005. Deze single werd alleen uitgebracht in Engeland en Polen. Een week later kwam hun debuutalbum Signs Of A Struggle uit.
Ter promotie van het album speelde het duo het voorprogramma voor Jem en Joss Stone.
Hun vierde single, "To & Fro", werd uitgebracht op 31 maart 2006. Het was hun tweede single in België.
Hun vijfde single, "Cool Down The Pace", werd later uitgebracht.

### Rhythm & Hymns(2007-2010)
Op 23 oktober 2007 volgde de release van de nieuwe single, genaamd "Living Darfur".
De single was gemaakt voor het goede doel.
In België bereikte de single nummer 50.
Op 23 november 2007 werd het tweede album, Rhythm & Hymns, uitgebracht in Europa.

## Discografie

### Albums
| Jaar | Album               | Bereikte posities | Bereikte posities | Bereikte posities | Bereikte posities | Bereikte posities | Bereikte posities | Bereikte posities | Bereikte posities | Bereikte posities |
| Jaar | Album               | AUS               | BEL               | EU                | FRA               | DUI               | ITA               | POL               | SWI               | UK                |
| ---- | ------------------- | ----------------- | ----------------- | ----------------- | ----------------- | ----------------- | ----------------- | ----------------- | ----------------- | ----------------- |
| 2005 | Signs Of A Struggle | 10                | 32                | 62                | 75                | 35                | 12                | 64                | 15                | 159               |
| 2007 | Rhythm & Hymns      | —                 | 31                | 92                | 61                | —                 | 17                | 87                | 22                | TBR               |

### Singles
| Jaar | Single               | Bereikte posities | Bereikte posities | Bereikte posities | Bereikte posities | Bereikte posities | Bereikte posities | Bereikte posities | Bereikte posities | Bereikte posities | Bereikte posities | Bereikte posities | Bereikte posities | Bereikte posities | Bereikte posities | Bereikte posities | Bereikte posities | Bereikte posities | Bereikte posities | Bereikte posities | Album               |
| Jaar | Single               | AUS               | AUT               | BEL               | EU                | FIN               | FRA               | DUI               | ITA               | LUX               | NL                | NZ                | NOR               | POL               | SWE               | SWI               | TUR               | UK                | UKR               | WW                | Album               |
| ---- | -------------------- | ----------------- | ----------------- | ----------------- | ----------------- | ----------------- | ----------------- | ----------------- | ----------------- | ----------------- | ----------------- | ----------------- | ----------------- | ----------------- | ----------------- | ----------------- | ----------------- | ----------------- | ----------------- | ----------------- | ------------------- |
| 2005 | "Big City Life"      | 19                | 1                 | 12                | 2                 | 12                | 17                | 1                 | 1                 | 13                | 84                | 1                 | 3                 | 1                 | 17                | 1                 | —                 | 15                | 35                | 20                | Signs Of A Struggle |
| 2005 | "Passer By"          | —                 | —                 | —                 | —                 | —                 | —                 | —                 | —                 | —                 | —                 | —                 | —                 | 44                | —                 | —                 | —                 | 79                | —                 | —                 | Signs Of A Struggle |
| 2006 | "To & Fro"           | —                 | —                 | 56                | —                 | —                 | —                 | 73                | 56                | 57                | —                 | —                 | —                 | 30                | —                 | 56                | —                 | —                 | —                 | —                 | Signs Of A Struggle |
| 2006 | "Cool Down The Pace" | —                 | 52                | —                 | 144               | —                 | —                 | 82                | 25                | —                 | —                 | —                 | —                 | —                 | —                 | 63                | —                 | —                 | —                 | —                 | Signs Of A Struggle |
| 2007 | "Living Darfur"      | —                 | 37                | 50                | 35                | —                 | 50                | 32                | 2                 | 52                | —                 | —                 | —                 | 34                | —                 | 25                | 32                | —                 | —                 | —                 | Rhythm & Hymns      |

### Muziekvideo's
| Jaar | Titel                | Regisseur(s)                   | Plaats(en)     | Gastartiest(en)                                                      |
| ---- | -------------------- | ------------------------------ | -------------- | -------------------------------------------------------------------- |
| 2005 | "Big City Life"      | Scott Franklin                 | New York       |                                                                      |
| 2005 | "Passer By"          | John Rankin Waddell            | Londen         |                                                                      |
| 2006 | "To & Fro"           | Max & Dania                    | Londen         |                                                                      |
| 2006 | "Cool Down The Pace" | Max & Dania                    | Londen         |                                                                      |
| 2007 | "Living Darfur"      | Marlon Roudette Preetesh Hirji | Soedan Darfoer | Mark Knopfler Don Cheadle Matt Damon John Legend Desmond Tutu Fergie |